# Alagoas
Alagoas (wymowaⓘ [alɐˈgoɐs]) – jeden z 26 stanów Brazylii,  położonym w Regionie Północno-Wschodnim, na najdalej wysuniętym na wschód krańcu Ameryki Południowej. Od zachodu graniczy ze stanem Bahia, od południa ze stanem Sergipe, od północy ze stanem Pernambuco, wschodnią granicą jest Ocean Atlantycki. Drugi od końca stan kraju pod względem powierzchni.
W 2010 roku stan liczył 3 120 494 mieszkańców; dla porównania, w 1970 było ich 1 606,2 tys. Na wybrzeżu występują niziny, za to wewnętrzna część stanu jest wyżynna. Główna rzeka stanu to São Francisco, tworzy ona granicę między Alagoas a Sergipe. stan rolniczy; uprawiana jest głównie trzcina cukrowa, bawełna, ryż, palma kokosowa, kukurydza, tytoń, maniok; występuje ekstensywna hodowla bydła.
Stolicą stanu jest Maceió (port morski). Linia brzegowa stanu ma długość 220 km. Nazwa stanu nawiązuje do dużej liczby jezior (lagôas).

## Miasta
Największe miasta w stanie Alagoas według liczby mieszkańców (stan na 2013 rok):
| L.p. | Miasto                | Liczba ludności |
| ---- | --------------------- | --------------- |
| 1.   | Maceió                | 996 736         |
| 2.   | Arapiraca             | 227 640         |
| 3.   | Rio Largo             | 73 532          |
| 4.   | Palmeira dos Índios   | 71 834          |
| 5.   | União dos Palmares    | 65 495          |
| 6.   | Penedo                | 63 595          |
| 7.   | São Miguel dos Campos | 59 077          |